# Turistická značená trasa 4888
 Turistická značená trasa 4888 je 11 km dlouhá zeleně značená trasa Klubu českých turistů v okrese Bruntál spojující Pitárné s Bohušovem. Její převažující směr je východní.

## Průběh trasy
Turistická trasa má svůj počátek v Pitárném na rozcestí s modře značenou trasou 2287 z Jindřichova do Města Albrechtic. Po opuštění obce vede trasa východním směrem po polních cestách k rybníku Pitárno a dále na jižní okraj Dívčího Hradu. Obcí prochází severním a posléze severovýchodním směrem, poté se stáčí na východ až jihovýchod a po silnicích včetně úseku po II/457 vede přes Karlov do Bohušova. Zde trasa končí v centru obce na rozcestí s červeně značenou trasou 0638 z Třemešné do Osoblahy. Z Bohušova je rovněž výchozí červeně značená odbočka trasy 0638 na hrad Fulštejn.

## Turistické zajímavosti na trase
- Pomník obětem 1. světové války (Pitárné)
- Rybník Pitárno
- Památník obětem 1. světové války v Dívčím Hradu
- Zámek Dívčí Hrad